# 宁夏广播电视总台公共频道
宁夏广播电视总台公共频道是中华人民共和国宁夏广播电视总台旗下的一条电视频道。